# Viviparus georgianus
Viviparus georgianus is een slakkensoort uit de familie van de Viviparidae. De wetenschappelijke naam van de soort is voor het eerst geldig gepubliceerd in 1834 door Lea. Deze slak is inheems in het zuidoosten van de Verenigde Staten. De soortnaam georgianus is een verwijzing naar de zuidelijke staat Georgia, waar de type-plaats zich bevindt.

## Verspreiding

Fossiel exemplaar uit het Onderste Pleistoceen, Florida

Viviparus georgianus is een grote zoetwaterslak. Het is inheems in Noord-Amerika, variërend van de Mississippi-delta en de Zuidoost-Atlantische afwatering van Illinois tot Louisiana en Georgia tot Florida. Het is een aantrekkelijke slak, die op grote schaal is geïntroduceerd in het noordoosten van Noord-Amerika door verzamelaars, de aquariumhandel en kanalen. Het is geïntroduceerd in sommige getijdengebieden met een laag zoutgehalte, waaronder de Hudson River estuaria, New York; de Delaware-rivier, Pennsylvania en de Potomac-rivier, Virginia. Het wordt meestal aangetroffen in leefomgevingen die modderig en begroeid zijn, maar kan ook rotsen, grof houtachtig puin of door de mens gemaakte structuren bewonen.